# Pierre de Champvent
Pierre de Champvent (auch Peter de Chauvant oder Chauvent) († zwischen September 1302 und 29. März 1303) war ein ursprünglich aus Savoyen stammender Adliger, der als Militär und Höfling in England Karriere machte.

## Herkunft und Übersiedlung nach England
Pierre de Champvent entstammte der Familie Champvent, einem Adelsgeschlecht aus dem Waadt, das im 13. Jahrhundert unter dem Einfluss der Grafschaft Savoyen stand. Er war ein Sohn von Henri, Herr von Champvent, zu seinen Brüdern gehörten Guillaume und Othon de Champvent, die beide später Bischöfe von Lausanne wurden. Wie seine Brüder kam Pierre wohl zusammen mit seinem Onkel Pierre de Grandson und seinem Cousin Otton de Grandson im Gefolge von Graf Peter II. von Savoyen, einem Onkel der englischen Königin Eleonore von der Provence nach England.

## Aufstieg unter Heinrich III.

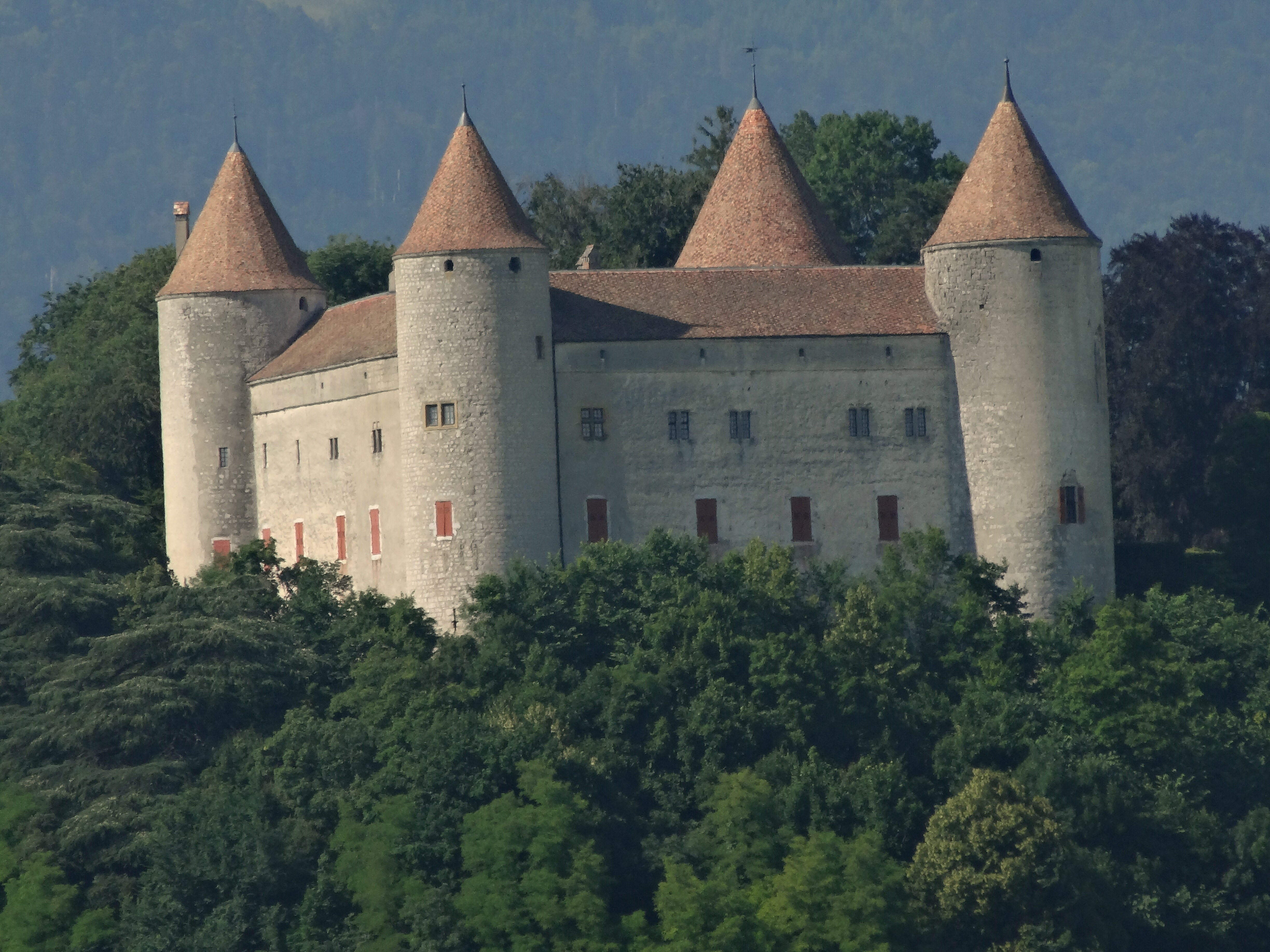
Das während der Herrschaft von Pierre de Champvent errichtete Château de Champvent im Waadt

1251 wird Champvent erstmals erwähnt. Im nächsten Jahr diente er als Edelknecht am Hof des englischen Königs Heinrich III. Vor 1259 wurde er zum Ritter geschlagen. Als Ritter des königlichen Haushalts nahm er während des Zweiten Kriegs der Barone 1264 an der Eroberung von Northampton und 1266 an der Belagerung von Kenilworth Castle teil. 1268 diente er als Kommandant von Gloucester Castle. Der König belohnte ihn mit der Vergabe von Landbesitz, von zwei Vormundschaftsverwaltungen und mit weiteren Privilegien. Im Waadt hatte er nach dem Tod seines Vaters vor 1264 die Herrschaft Champvent geerbt, die er während seiner Abwesenheit in England von Kastellanen verwalten ließ. Dort ist er nur vereinzelt urkundlich belegt, doch vermutlich während seiner Herrschaft wurde gegen Ende des 13. Jahrhunderts das Château de Champvent nach dem Vorbild von Château d’Yverdon errichtet.

## Weiterer Aufstieg unter Eduard I.
Während Champvent unter Heinrich III. offenbar hoch in der königlichen Gunst gestanden hatte, verlor er zu Beginn der Herrschaft von dessen Sohn und Nachfolger Eduard I. an Bedeutung. Er nahm an den Feldzügen zur Eroberung von Wales teil und gewann schließlich auch die Gunst von Eduard I. In den späten 1280er Jahren wurde er Steward of the Household. Er wurde persönlich durch writ of Summons zu mehreren Parlamenten geladen, wo er als Steward verantwortlich war, Petitionen an den König entgegenzunehmen. 1292 stieg er zum Chamberlain of the Household auf. Während des Walisischen Aufstands ab 1294 gehörte er zum Gefolge des Königs, als dieser Anfang 1295 kurzzeitig von den Aufständischen in Conwy Castle eingeschlossen wurde. Während des Französisch-Englischen Kriegs nahm er 1297 am Feldzug des Königs nach Flandern teil. Im folgenden Jahr kämpfte er während des Kriegs mit Schottland in der Schlacht von Falkirk. Im Gegensatz zu den Belohnungen, die Champvent während der Herrschaft von Heinrich III. erhalten hatte, waren die Belohnungen von Eduard I. mit sieben Geldgeschenken und einigen anderen Geschenken spärlich, wobei der König generell nicht als freigebiger Herrscher galt. Allerdings gelang es ihm, durch seine Kontakte zu anderen englischen Adligen seinen Landbesitz weiter auszubauen, so dass er schließlich Besitzungen in Sussex, Cambridgeshire und anderen Teilen Englands besaß.

## Heirat und Nachkommen
Champvent war mit einer Agnes verheiratet, die vermutlich auch aus Savoyen stammte. Er starb vermutlich in England. Sein Erbe wurde sein Sohn John, der jedoch nicht die Bedeutung seines Vaters erlangte und am englischen Hof nur eine geringe Rolle spielte.